# Lycium minimum
Lycium minimum là loài thực vật có hoa trong họ Cà. Loài này được C.L. Hitchc. mô tả khoa học đầu tiên năm 1932.